# Дон Джованні з Блакитного Берегу
«Дон Джованні з Блакитного Берегу» (італ. «I Don Giovanni della Costa Azzurra») — італійська кінокомедія 1962 року, знята режисером Вітторіо Салою.

## Сюжет
В рамках побратимства італійського міста з містом на Лазурному березі деякі італійські чиновники переїжджають у нетрі Рів'єри.

## У ролях
- Курд Юргенс — Містер Едмонд
- Аннет Стройберг — Глорія
- Мартін Кароль — Надін Леблан
- Габріеле Ферцетті — адвокат Леблан
- Даніела Рокка — Ассунтіна Греко, вона ж «Женев'єв»
- Паоло Феррарі — Мішель
- Елеонора Россі Драго — Жасмін
- Ріккардо Гарроне — захисник Ассунтіни
- Інгрід Шоллер — Деніз
- Альберто Фарнезе — командир
- Агнес Спаак — Ніколь
- Тіберіо Мурджа — Мельхіор
- Коксінель — епізод
- Франческо Муле — Бальдассарре Джаконія
- Капучіне — епізод
- Раффаелла Карра — покоївка мотелю
- Мілен Демонжо — епізод
- Жан-Поль Бельмондо — епізод
- Карло Джустіні — епізод

## Знімальна група
- Режисер — Вітторіо Сала
- Сценарій — Адріано Баракко, Енніо Де Кончіні, Фабіо Рінаудо, Вітторіо Сала
- Художники — Джорджина Бальдоні, Уго Періколі, Жорж Петіто
- Оператор — Фаусто Дзуччолі
- Композитор — Роберто Ніколозі
- Продюсер — Енцо Меролле